# Głuchów
Głuchów è un comune rurale polacco del distretto di Skierniewice, nel voivodato di Łódź.
Ricopre una superficie di 111,31 km² e nel 2004 contava 6 052 abitanti.